# Fincha Sugar
Fincha Sugar is een Ethiopische voetbalclub. De club degradeerde na het seizoen 2010/2011 uit de Premier League, de nationale voetbalcompetitie van Ethiopië. De club speelt zijn thuismatchen Fincha Stadium, een relatief klein stadion met een capaciteit van zo'n 5.000 toeschouwers.